# Louis Devins
Louis Devins est un homme politique français né le 28 décembre 1850 à Beaumont (Haute-Loire) et décédé le 11 février 1917 à Brioude (Haute-Loire)

## Biographie
Petit-fils et fils de maires de Beaumont, il se lance dans des études de médecine, avant de revenir s'installer à Brioude en 1876, où il occupe différents postes, notamment à l'hôpital de Brioude. 
Conseiller municipal de Brioude en 1878, il en est maire de 1888 à sa mort. Conseiller d'arrondissement de 1880 à 1887, il entre ensuite au conseil général, où il siège jusqu'à sa mort. Après un échec en 1893, il est élu député en 1898. Il le reste jusqu'en 1913, où il entre au Sénat. Il y reste jusqu'à sa mort. Radical, il siège au groupe de la Gauche démocratique. Il est questeur de la Chambre en 1911 et 1912. Son activité au Sénat est plus réduite, et il se consacre alors aux questions touchant son département.

## Sources
- « Louis Devins », dans le Dictionnaire des parlementaires français (1889-1940), sous la direction de Jean Jolly, PUF, 1960 [détail de l’édition]
- Auguste Rivet, « Un radical brivadois : le docteur Louis Devins maire de Brioude, député, sénateur (1850-1917) », Cahiers de la Haute-Loire, Le Puy-en-Velay,‎ 1984
- Muriel Usandivara, « Louis Antonin Devins (1850 - 1917) : un maire brivadois (1888-1917) », Almanach de Brioude, Brioude,‎ 2025